# 匈牙利皇家軍隊
匈牙利皇家軍隊（匈牙利語：Magyar Királyi Honvédség）或稱皇家匈牙利衛隊俗称（直译：「祖國保衛者」；複數为），是奧匈帝國軍隊（德語： 或 ）之一，為1867年至1918年间奥匈帝国下轄的匈牙利軍隊。honvéd一词用于指1848-49年匈牙利陆军的所有成员，但也用于指代没有军衔的入伍私人士兵。

## 历史

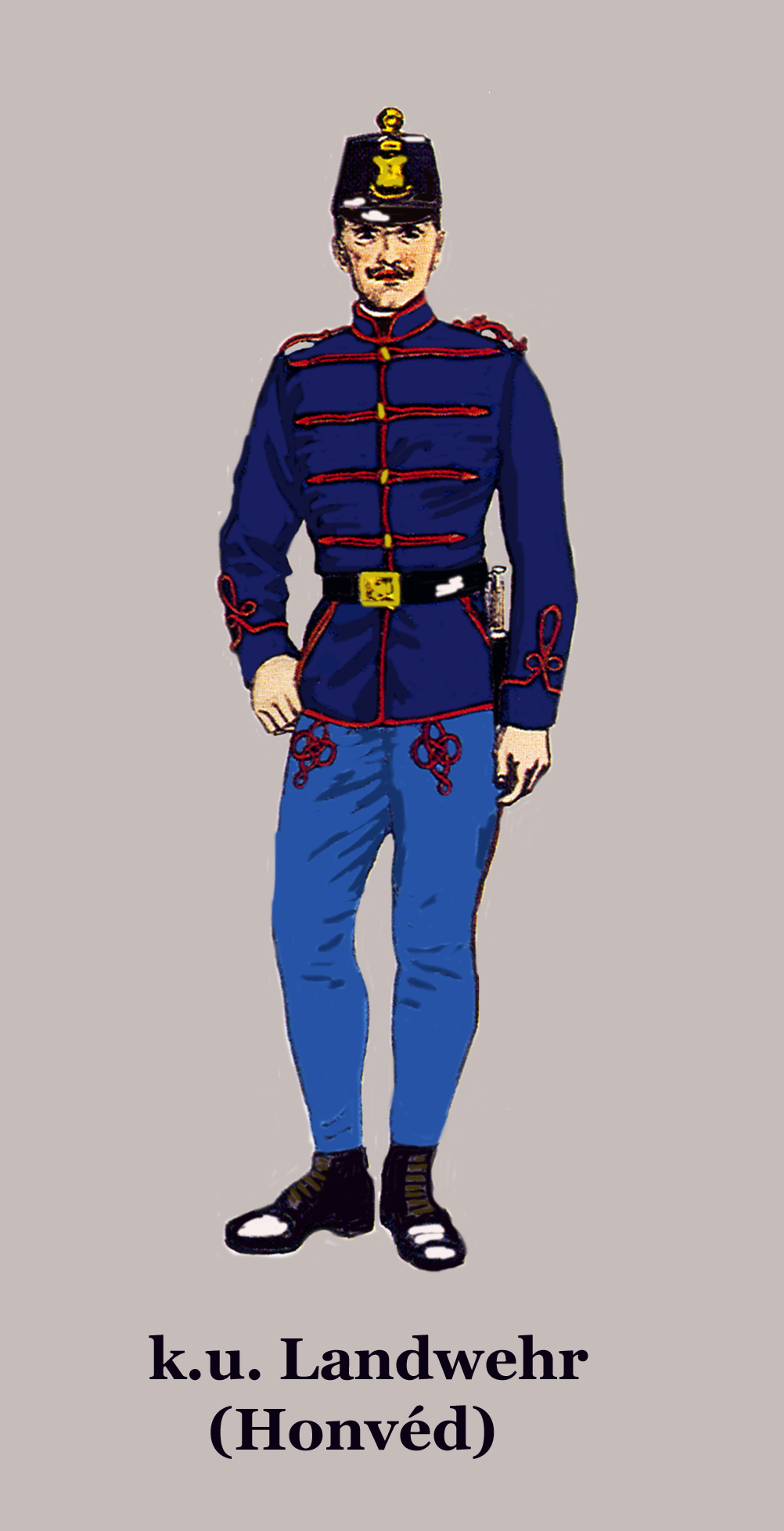
身着阅兵服的匈牙利皇家軍隊士兵

匈牙利语中的honvéd一词（在英文资料中有时为“honved”）意思是“祖国的捍卫者”，首次出现于1848年革命期间。当时，这是对参加数周或“直到胜利”并被派去与塞尔维亚人和克罗地亚人作战的志愿者的称呼。随后，大部分战斗都是针对奥地利帝国，因此一些正规的帝国军团转而支持匈牙利一方。一些志愿者隶属于这些现有的团，一些则加入了新的正规团。因此“honvéd”一词被用来指1848-49年匈牙利陆军的所有成员。洪维德人最终在俄罗斯的援助下被奥地利击败。
匈牙利革命志愿军中约40%的私人士兵由该国少数民族组成。匈牙利革命期间，匈牙利洪维德军大约一半的军官和将军有外国血统。哈布斯堡帝国军队中的匈牙利族专业军官至少与匈牙利革命洪维德军队中的匈牙利族职业军官一样多。
1867年奥匈妥协后，匈牙利恢复了匈牙利皇家軍隊，奥地利則建立了帝国皇家陸軍，但这两个国家都必须继续为奥匈帝国的共同军队提供资金，其规模远大于两国。奥匈帝国的共同陆军部立即为庞大的共同陆军成立，但它无权直接指挥规模较小的奥地利陆军和匈牙利洪维德陆军，这两个陆军分别由奥地利和匈牙利各自的軍部直接控制。奥地利和匈牙利国防部长不接受共同战争部的指挥和管辖；他们只服从自己的总理以及维也纳和布达佩斯各自的议会。匈牙利军队只有在匈牙利政府明确授权的情况下才能加入帝国军队。
君主成为最高統帥，拥有军队的指揮、组织和管理的全部权力。他也能任命高级官员，也拥有宣战权，同時也擔任军队的总司令。
1893年5月21日，洪维德纪念碑在布达佩斯揭幕，以纪念匈牙利国民军在1848年-49年匈牙利革命期间的功绩。1919年至1945年间，Honvédség也是匈牙利皇家陆军的名称。

## 结构
匈牙利土地由奥匈帝国的匈牙利一半（称为特兰莱塔尼亚或圣斯蒂芬王冠土地）的领土单位组成，这些领土是匈牙利王国的历史领土：这些领土包括现在的匈牙利、斯洛伐克（所谓的上匈牙利）以及现在的奥地利（布尔根兰）、克罗地亚、罗马尼亚（巴纳特、克里察纳、马拉穆列什、特兰西瓦尼亚）、塞尔维亚（巴纳特、伏伊伏丁那）、斯洛文尼亚（普雷克穆列）和乌克兰（外喀尔巴阡）的部分地区。
通常，德語中的“Landwehr”（後備兵）一词意味着战斗力有限的单位。匈牙利洪维德的情况并非如此。尽管数量较弱——每个步兵团只有三个营，而不是普通陆军通常的四个营——但这些部队都是正规战斗士兵，训练有素。
匈牙利皇家洪维德分为匈牙利洪维德和克罗地亚皇家内政卫队（也称为克罗地亚-斯拉夫地面部隊）。1868年克罗地亚-匈牙利和解协议赋予克罗地亚人在其部队中使用克罗地亚语作为工作和指挥语言的权利。此外，克罗地亚-斯拉夫洪维德部队隶属于阿格拉姆的統帥（Ban），而不是布达佩斯的国防部长。然而統帥和国防部长都隶属于匈牙利总理。